# Calamagrostis sclerantha
Calamagrostis sclerantha är en gräsart som beskrevs av Eduard Hackel. Calamagrostis sclerantha ingår i släktet rör, och familjen gräs. Inga underarter finns listade i Catalogue of Life.